# Schneiderbrücke
Die Schneiderbrücke ist eine Brücke im Gemeindegebiet von Mariazell in der Steiermark. Für ihre Erhaltung ist das Land Wien zuständig.

## Geschichte und Beschreibung
Als die Stadt Wien für den Bau der II. Wiener Hochquellenwasserleitung Grundstücke erwarb, wurde sie im Jahr 1906 von der Bezirkshauptmannschaft Liezen, die damals für die Klärung der wasserrechtlichen Angelegenheiten zuständig war, unter anderem auch zur Erhaltung von Straßen und Brücken verpflichtet.
Die Brücke ist die einzige Möglichkeit, nach Weichselboden zu gelangen und damit auch zu zahlreichen Quellfassungen der Wiener Hochquellenwasserleitung.
Die 1957 errichtete Schneiderbrücke bestand aus Rohrdurchlässen, bei denen immer wieder die Gefahr einer Verklausung bestand. Im Jahr 2011 wurde sie durch einen Neubau ersetzt, die Verkehrsfreigabe erfolgte im November desselben Jahres.
In der sechsten Sitzung des Wiener Gemeinderates wurde für den Neubau der Rechenbrücke und der Schneiderbrücke in Weichselboden, einer Katastralgemeinde von Mariazell, eine außerplanmäßige Ausgabe von 700.000 Euro genehmigt.
Das neue, 7,0 Meter lange und 3,95 Meter breite Brückentragwerk wurde als unten offener Rahmen ausgeführt.